# Tai Shan (panda)

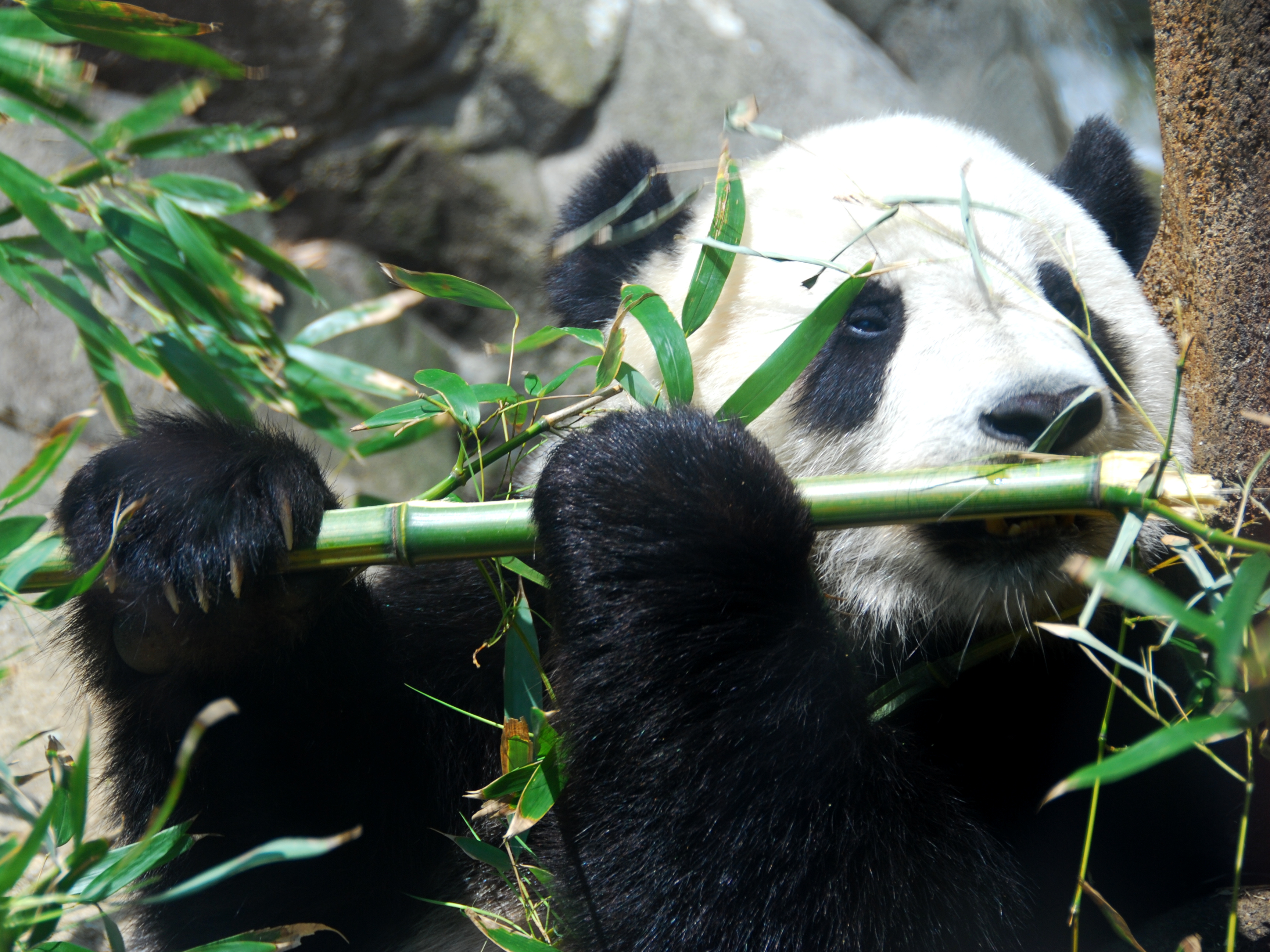
Tai Shan en junio de 2007.

Tai Shan (Chino tradicional:泰山en chino tradicional, 泰山; pinyin, Tài Shān) es el nombre de la cría macho de Panda gigante nacida el 9 de julio de 2005 en el Parque Zoológico Nacional del Instituto Smithsoniano de Washington D. C.  También conocido por su sobrenombre en inglés Butterstick, Tai Shan es la primera cría panda nacida en el Zoológico Nacional de Washington D. C. que ha logrado sobrevivir luego de los primeros días de nacida y la tercera que aún sobrevive en los Estados Unidos. Una cuarta cría hembra llamada Su Lin, nació en el Zoológico de San Diego el 2 de agosto de 2005, y una quinta cría hembra llamada Mei Lan nació en el Zoológico de Atlanta el 6 de septiembre de 2006.

## Nombre
Siguiendo la tradición china, las crías panda no reciben nombre hasta los 100 días de edad. Antes que recibiera un nombre, la cría era conocida popularmente en inglés como Butterstick porque inmediatamente de haber nacido, un trabajador del zoológico lo describió como del tamaño de un 'palillo con mantequilla' (en inglés 'stick of butter' de allí Butterstick). El sobrenombre pegó inmediatamente en los blogs de Internet y se hizo muy popular entre sus lectores.
En el otoño del 2005, el Zoológico Nacional anunció que el nombre sería escogido a través de una encuesta realizada por Internet. Hubo cinco nombres incluidos en la encuesta; todos ellos en chino tradicional y aprobados por la Asociación de Conservación de la Vida Silvestre de China. "Butterstick" no fue incluida como opción. Algunos autores y lectores de blogs protestaron por la decisión; inclusive hubo intentos de boicot de la encuesta por Internet en sitios que permitían escoger el nombre 'Butterstick'.

A pesar de estos esfuerzos, el nombre Tai Shan que se traduce como "montaña pacífica", fue eventualmente escogido, al ganar el 44% de un total de 202 045 votos. Sin embargo, el sobrenombre "Butterstick" mantiene su popularidad en el área de Washington D. C. y en muchos sitios Web.